# Капитан (фильм, 1960)
«Капитан» (фр. Le Capitan) — историко-приключенческий кинофильм совместного производства Франции и Италии, поставленный в 1960 году режиссёром Андре Юнебелем по одноимённому роману Мишеля Зевако.

## Сюжет
Франция, 1616 год, царит смута. Сыну убитого Генриха IV Людовику XIII пятнадцать лет. Королева-мать, регентша Мария Медичи, желает посадить на трон своего фаворита Кончини. Он получает титул герцога, чин маршала д’Анкра и назначается первым министром. Дворяне протестуют и хотят посадить на трон герцога д’Ангулема. Чтобы избежать этого, Кончини устраивает по всей стране кровавые расправы.
Во время одной из таких расправ погибает маркиз де Тейнак, друг обедневшего дворянина Франсуа де Капестана. Капестану тоже грозит гибель, но убийца, посланный подручным Кончини, по имени Ринальдо, уже готовый добить раненого шевалье, получает пулю, выпущенную Жизель д’Ангулем. Она ухаживает за раненым Капестаном и исчезает. Впоследствии шевалье находит в виде друга и соратника комедианта Коголена, встречается с Кончини, спасает короля Франции от гибели и в конце концов становится капитаном, а заодно и находит свою любовь.

## В ролях
- Жан Маре — шевалье Франсуа де Капестан по прозвищу «Капитан»
- Бурвиль — Коголен, бродячий комедиант
- Эльза Мартинелли — Жизель д’Ангулем
- Арнольдо Фоа — маркиз Кончини, маршал д’Анкр и первый министр Франции
- Пьеретт Бруно — Джузеппа, молодая хорошенькая итальянка, камеристка Марии Медичи, возлюбленная Коголена
- Анни Андерсон — Беатрис де Бофор, подруга Жизель
- Ги Делорм — Ринальдо, наёмный убийца на службе Кончини
- Кристиан Фуркад — Людовик XIII, король Франции
- Лиз Деламар — Мария Медичи, королева-мать
- Жаклин Порель — Леонора Галигаи, жена Кончини
- Рафаэль Паторни — герцог Шарль Ангулемский, побочный сын короля Карла IX, претендующий на французский престол, отец Жизель
- Робер Порт — герцог Анри де Роган, глава гугенотов
- Жан Берже — герцог де Люинь, фаворит Людовика XIII
- Жан-Поль Коклен — Витри, глава королевской гвардии
- Пьер Пьераль — Лоренцо, придворный карлик на службе Кончини, алхимик, изготовитель ядов
- Ален Жани — лакей Жизель
- Анри Куте — лакей Жизель (в титрах не указан)
- Мишель Томасс — палач
- Бенуата Лабб — трактирщица
- Марсель Пере — трактирщик в трактире «La Pomme d’Or»
- Франсуаза Делдик — служанка в трактире «La Pomme d’Or» (в титрах не указана)
- Эдмон Бошан — губернатор Прованса
- Жан-Мишель Рузьер — дворянин
- Доминик Патюрель — дворянин (в титрах не указан)
- Жорж Аде — дворянин (в титрах не указан)
- Рене Руссель — дворянин (в титрах не указан)
- Луи Арбессье — эпизод (в титрах не указан)
- Рауль Билльери — доверенное лицо Кончини (в титрах не указан)
- Луи Бужетт — охранник с ключами в крепости (в титрах не указан)
- Поль Пребуа — вор на представлении Коголена (в титрах не указан)

## Съёмочная группа
- Режиссёр: Андре Юнебель
- Продюсеры: Рене Безар, Пьер Кабо
- Сценарий: Франко Даль Сер, Пьер Фуко, Жан Аллен, Андре Юнебель по роману Мишеля Зевако
- Композитор: Жан Марион
- Оператор: Марсель Гриньон
- Художник-постановщик: Жорж Леви
- Художник по костюмам: Мирей Лейде
- Художник по декорациям: Жан Фонтенель
- Монтажёр: Жан Фейт
- Бои и каскадёры под управлением Клода Карлье

## Места съёмок
- Первая сцена киноленты, в которой показан замок маркиза де Тейнака, была снята в перигорском замке Бирон.
- Кадры, где зритель впервые видит Коголена на городской площади, были сняты в деревушке Монпазье в Дордони.
- Часть эпизодов снималась в замке Шато-де-Валь.